# Jack Steadman
Jack W. Steadman (Warrenville, 14 settembre 1928 – 5 luglio 2015) è stato un dirigente sportivo statunitense nella American Football League (AFL) e nella National Football League (NFL).

## Carriera
Steadman fu presidente del consiglio di amministrazione, vicepresidente, presidente e general manager dei Kansas City Chiefs della National Football League.
Steadman si ritirò da vicepresidente del consiglio di amministrazione dei Chiefs il 31 gennaio 2007 dopo avere fatto parte dell'organizzazione per quattro decenni, a partire dai loro giorni come Dallas Texans nell'American Football League.
Steadman, il primo general manager della franchigia, vinse quattro campionati con la squadra, incluso il Super Bowl IV nel 1969. Lui e il proprietario dei Chiefs Lamar Hunt furono in prima linea per consentire la fusione AFL-NFL. Nel 2005 fu introdotto nella Chiefs Hall of Fame, l'unico dirigente oltre a Lamar Hunt a farne parte.